# کوشیگوئه

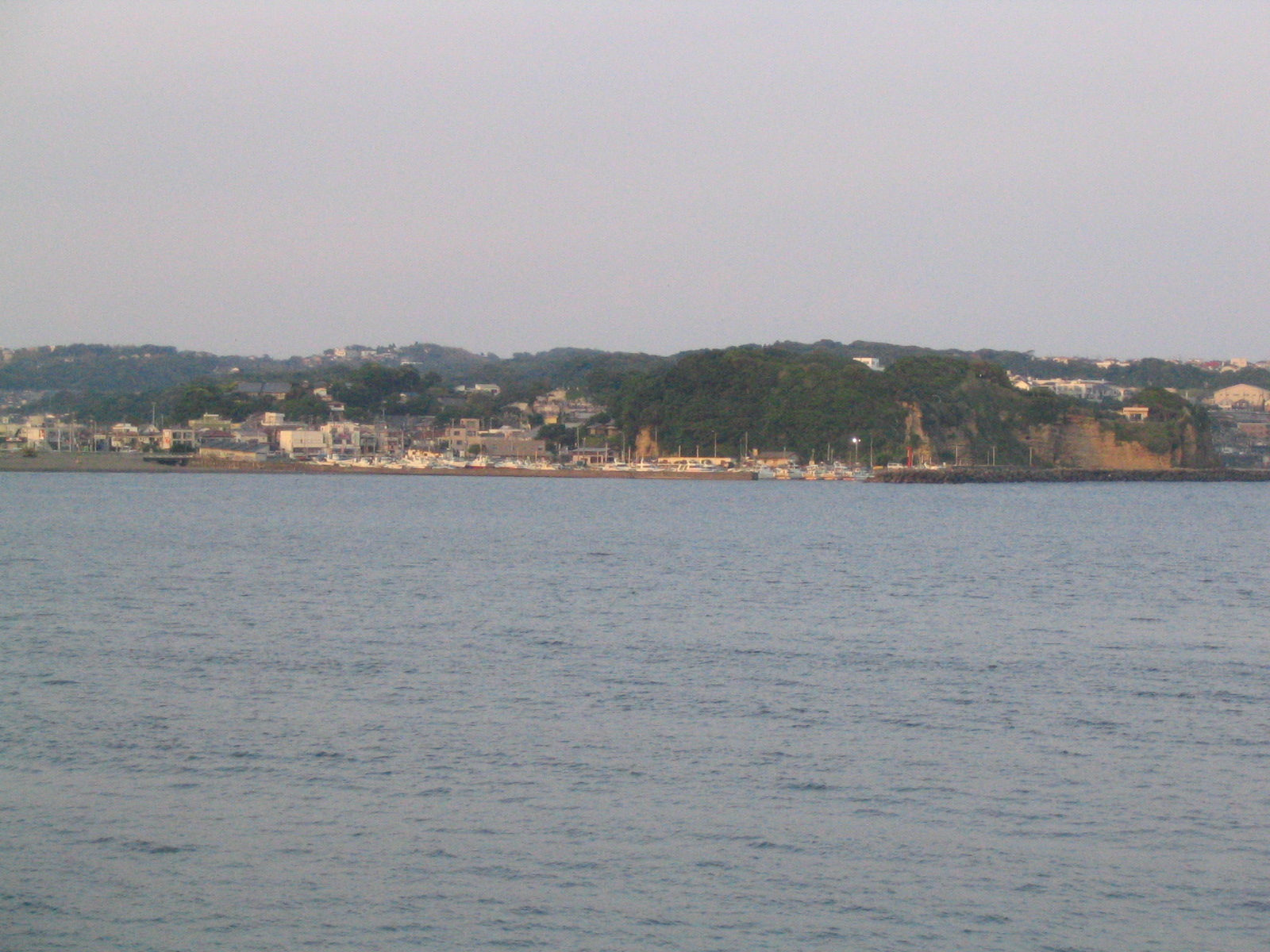
نمایی از کوشیگوئه

کوشیگوئه (به ژاپنی: 腰越 Koshigoe)، بخشی از شهرداری کاماکورا، کاناگاوا، استان کاناگاوا، ژاپن، واقع در انتهای غربی ساحل شیچیریگاهامه Shichirigahama، نزدیک فوجیساوا، کاناگاوا است.